# Carl Gunnarsson
Carl Gunnarsson (Örebro, 9 novembre 1986) è un ex hockeista su ghiaccio svedese.

## Palmarès

### Mondiali
- 3 medaglie:
  - 1 argento (Slovacchia 2011)
  - 2 bronzi (Svizzera 2009; Germania 2010)